# Nekrolog 1963
Nekrolog
◄◄
| ◄
| 1959
| 1960
| 1961
| 1962
| 1963 | 1964 | 1965 | 1966 | 1967 | ► | ►►
1. Quartal |
2. Quartal |
3. Quartal |
4. Quartal 
Weitere Ereignisse | Allgemeiner Nekrolog 1963
Die Beschreibung der verstorbenen Person sollte so kurz wie möglich gehalten sein und nur deren signifikante Tätigkeit(en) enthalten.
Neue Namen ggf. auch unter dem Geburts- und Sterbedatum, also etwa unter 1. Januar und im Geburts- und Sterbejahr (2024) eintragen (nur bei entsprechender großer Wichtigkeit). Für Beispiele siehe die schon vorhandenen Artikel.
Außerdem über die fünf zuletzt Verstorbenen, zu denen es einen ausreichend guten Artikel für eine Präsentation auf der Hauptseite gibt, nach der todesbedingten Überarbeitung der Artikel ggf. auch unter Wikipedia Diskussion:Hauptseite informieren und sie am besten auch in den anderen Wikipedia-Sprachversionen eintragen. Tipp: Regelmäßig bei news.google.de nach „ist tot“, „gestorben“ oder „verstorben“ suchen.
Wenn eine Person gestorben ist, gibt es viele Seiten zu dieser Person in der Wikipedia, die davon auch betroffen sind und entsprechend aktualisiert werden müssen. Beispiele: Namenübersichtsseite, Geburtsjahr, Geburtsort-Seiten und viele mehr.
Wie finde ich die betroffenen Seiten?
Im Suchfeld auf der linken Seite gibt man den Suchbegriff so ein: „Vorname Nachname“. Dann klickt man auf Volltext und alle Seiten mit entsprechendem Suchtext werden aufgerufen. Hier sieht man dann schnell, wo auch das Todesjahr Sinn macht oder sogar ein Teil des Artikels angepasst werden muss. Auch hilft das „Werkzeug“ auf der linken Seite sehr gut, um solche Seiten aufzufinden: „Links auf diese Seite“. Somit ist die Wikipedia wieder aktuell in allen Bereichen! Hinweis: bei Eintragung der Kategorie „Gestorben JAHR“ wird der Missbrauchsfilter 49 ausgelöst, was jedoch nicht schlimm ist. Siehe: Spezial:Missbrauchsfilter/49
Dies ist eine Liste von im Jahr 1963 verstorbenen bekannten Persönlichkeiten. Die Einträge erfolgen innerhalb der einzelnen Daten alphabetisch sortiert. Tiere sind im Nekrolog für Tiere zu finden.
Die Liste ist nach Quartalen aufgeteilt:
- Nekrolog 1. Quartal 1963: Januar, Februar und März
- Nekrolog 2. Quartal 1963: April, Mai und Juni
- Nekrolog 3. Quartal 1963: Juli, August und September
- Nekrolog 4. Quartal 1963: Oktober, November und Dezember

## Datum unbekannt
| Michael Achmeteli                           | georgischer Gelehrter, Experte für die sowjetische Landwirtschaft                                 |  |
| Rafael Adame                                | mexikanischer Komponist und Gitarrist                                                             |  |
| Otto Arndts                                 | deutscher Porträt- und Landschaftsmaler                                                           |  |
| Eberhard Bitzer                             | deutscher Journalist                                                                              |  |
| Hans Bonnet                                 | deutscher Politiker (NSDAP)                                                                       |  |
| Max Karl Böttcher                           | deutscher Schriftsteller                                                                          |  |
| Naftule Brandwein                           | jüdischer Klarinettist                                                                            |  |
| Victor Brault                               | kanadischer Sänger, Chordirigent und Musikpädagoge                                                |  |
| Karl W. Bümming                             | deutscher Antiquar und Kunsthändler                                                               |  |
| Isaías Cabezón                              | chilenischer Maler                                                                                |  |
| Mark Clifton                                | US-amerikanischer Science-Fiction-Schriftsteller                                                  |  |
| Hans-Josef Cosack                           | deutscher Jagdfunktionär und Gutsbesitzer                                                         |  |
| Fernando Cuén                               | mexikanischer Botschafter                                                                         |  |
| Deng Sanmu                                  | chinesischer Siegelschnitzer und Kalligraph                                                       |  |
| Walther Döbel                               | deutscher Verwaltungsjurist                                                                       |  |
| Arizona Dranes                              | US-amerikanische Blues- und Gospel-Sängerin und Pianistin                                         |  |
| Walter Dunz                                 | deutscher Finanzbeamter                                                                           |  |
| Lothar Eisenträger                          | deutscher Diplomat und Offizier                                                                   |  |
| Juri Wladimirowitsch Ender                  | russischer Maler                                                                                  |  |
| Kurt Euteneuer                              | deutscher Turner                                                                                  |  |
| Ilse Fitz                                   | Schauspielerin, Hörspielsprecherin und Opernsängerin                                              |  |
| John Fitzgerald                             | kanadischer Langstreckenläufer                                                                    |  |
| Lemuel Fowler                               | US-amerikanischer Jazzmusiker                                                                     |  |
| Rem Fowler                                  | britischer Motorradrennfahrer                                                                     |  |
| Gustav Gauthier                             | deutscher Unternehmer                                                                             |  |
| Luís Gervasoni                              | brasilianischer Fußballspieler                                                                    |  |
| Ernst Goldschmidt                           | Überlebender des Holocaust, jüdischer Widerstandskämpfer                                          |  |
| Michele Guerrisi                            | italienischer Künstler und Kunsthistoriker                                                        |  |
| René Guyon                                  | französisch-thailändischer Rechtsphilosoph und Rechtsanwalt                                       |  |
| Fritz Heimhuber senior                      | deutscher Fotograf und Skipionier                                                                 |  |
| Sid Hemphill                                | US-amerikanischer Bluesmusiker                                                                    |  |
| Benjamin Jason Horton                       | US-amerikanischer Politiker                                                                       |  |
| Erwin Hubert                                | österreichischer Maler                                                                            |  |
| Louis Huybrechts                            | belgischer Regattasegler                                                                          |  |
| Alberto Insúa                               | spanischer Schriftsteller                                                                         |  |
| Rosalie Jobson                              | britische Ärztin                                                                                  |  |
| Hanns-Erich Kaminski                        | deutscher Journalist und Schriftsteller                                                           |  |
| Friedrich Kann                              | deutscher Landwirt, Agrarplaner und Oberlandwirtschaftsrat im Verwaltungsamt des Reichsnährstands |  |
| Max Rudolf Kaufmann                         | Schweizer Journalist, Schriftsteller und Übersetzer                                               |  |
| Eugene C. Keyes                             | US-amerikanischer Politiker                                                                       |  |
| Franz Kienmayer                             | österreichischer Porträtmaler und Illustrator sowie Orientalist                                   |  |
| Ludwig Koch-Hanau                           | deutscher Maler und Illustrator                                                                   |  |
| Werner Koech                                | deutscher Architekt                                                                               |  |
| Paul Kube                                   | deutscher Politiker (CDU)                                                                         |  |
| Otto Kynast                                 | deutscher Unternehmer                                                                             |  |
| Robert Leicht                               | deutscher Brauereibesitzer                                                                        |  |
| Mlada Lypowezka                             | ukrainisch-italienische Sängerin, Übersetzerin und Journalistin                                   |  |
| George Lyttleton Rogers                     | irischer Tennisspieler                                                                            |  |
| Walter Madelung                             | deutscher Chemiker                                                                                |  |
| Assaad Said Mahassen                        | syrischer Diplomat und Außenminister                                                              |  |
| Julie Majer                                 | deutsche antifaschistische Widerstandskämpferin der KPD                                           |  |
| Giovanni Marcello                           | italienischer Politiker, ernannter Bürgermeister (Podestà) Venedigs (1938–1941)                   |  |
| Roger Maugras                               | französischer Diplomat                                                                            |  |
| Władysław Mazurkiewicz                      | polnischer Diplomat                                                                               |  |
| Cläre Greverus Mjøen                        | deutsch-norwegische Übersetzerin                                                                  |  |
| Albert Mueller                              | deutscher Maler                                                                                   |  |
| Botho Mulert                                | deutscher Chemiker und Ministerialbeamter                                                         |  |
| Johanna Nacken                              | deutsche Sozialpädagogin und Werklehrerin                                                         |  |
| Hubert Neumann                              | mährisch-österreichischer Orgelbauer                                                              |  |
| Catherine Amelia O’Brien                    | irische Glasmalerin                                                                               |  |
| Bernhard Otterpohl                          | französisch-deutscher Kunstmaler und Restaurator                                                  |  |
| Abel Pann                                   | israelischer Künstler                                                                             |  |
| Évariste Payer                              | kanadischer Eishockeyspieler                                                                      |  |
| Fritz Pullig                                | deutscher Luftfahrtpionier                                                                        |  |
| Robert Riemerschmid                         | deutscher Mäzen und Unternehmer                                                                   |  |
| José Maximiliano Alfonso de Rosenzweig Díaz | mexikanischer Botschafter                                                                         |  |
| Edward Royce                                | US-amerikanischer Komponist und Musikpädagoge                                                     |  |
| Vicente Sáenz                               | costa-ricanischer Autor und Journalist                                                            |  |
| Kurt Scheer                                 | deutscher Kinderarzt                                                                              |  |
| Richard Schreiber                           | deutscher Maler, Grafiker und Illustrator                                                         |  |
| Ernst Schumacher                            | deutscher Maler und Grafiker                                                                      |  |
| Louis Ségura                                | spanisch-französischer Kunstturner                                                                |  |
| Sergei Jakowlewitsch Senkin                 | russischer Grafiker                                                                               |  |
| Süchbaataryn Jandschmaa                     | mongolische Politikerin                                                                           |  |
| Wilhelm Tödtmann                            | deutscher Politiker (NSDAP)                                                                       |  |
| Emil F. Tuchmann                            | deutscher Arzt, Bibliophiler und Lektor                                                           |  |
| Aldo Tura                                   | italienischer Möbeldesigner                                                                       |  |
| Stefan Vacano                               | österreichischer Theater- und Romanautor sowie Schauspieler                                       |  |
| Harry Van Bergen                            | US-amerikanischer Segler                                                                          |  |
| Paul Volkmann                               | deutscher Schriftsteller                                                                          |  |
| Karl Wagner                                 | deutscher Statistiker                                                                             |  |
| Clara Weimersheimer                         | Reformpädagogin                                                                                   |  |
| Gustav Wolf                                 | deutscher Architekt und Baubeamter                                                                |  |
| Friedrich Hermann Wolschke                  | deutscher Metzger und Unternehmer mit Wirkungsbereich in Japan                                    |  |
| Hans Wörner                                 | deutscher Schriftsteller und Journalist                                                           |  |
| Henri Yvon                                  | französischer Romanist und Sprachwissenschaftler                                                  |  |
| Alexandros Zannas                           | griechischer Industrieller und Politiker                                                          |  |
| Johann Ziederer                             | deutsch-österreichischer Dudelsackbauer                                                           |  |
| Hans J. Zimmer                              | deutscher Erfinder und Unternehmer                                                                |  |